# 2012년 하계 올림픽 육상 남자 800m

Official Video

제30회 하계 올림픽 육상 남자 800m 경기는 2012년 8월 6-9일에 걸쳐 영국 런던 올림픽 경기장에서 열렸다.

## 기록
경기가 열리기 전의 세계 기록과 올림픽 기록은 다음과 같다
| 세계 기록        | 데이비드 루디샤 (KEN) | 1:41.01 | 이탈리아 리에티        | 2010년 8월 29일 |
| 올림픽 기록      | Vebjørn Rodal (NOR)   | 1:42.58 | Atlanta, United States | 31 July 1996    |
| 2012년 최고 기록 | 데이비드 루디샤 (KEN) | 1:41.54 | Paris, France          | 2012년 6월 6일  |

이 대회에서 다음과 같은 세계 기록이 세워졌다.
| 날짜     | 이름  | 나라            | 기록 | 기타    |    |
| -------- | ----- | --------------- | ---- | ------- | -- |
| 9 August | Final | 데이비드 루디샤 | 케냐 | 1:40.91 | WR |